# Șerban Ciochină
Șerban Ciochină (n. 30 noiembrie 1939, București, România – d. aprilie 2023) a fost un atlet român, specializat în proba de triplusalt.

## Carieră
Bucureșteanul a fost multiplu campion național și balcanic. A fost primul atlet român care a depășit bariera de 16 metri și a doborât de nouă ori recordul național. La Jocurile Olimpice din 1964 de la Tokio a ocupat locu cinci.
În anul 1966 el a cucerit medalia de aur la Jocurile Europene în sală. În același an s-a clasat pe locul șapte la Campionatul European de la Budapesta. La Jocurile Europene în sală din 1968 a ocupat locul patru. Tot în 1968 a participat la Jocurile Olimpice. La Campionatul European în sală din 1970 a obținut medalia de bronz.
În 2004 el a primit Ordinul „Meritul Sportiv” clasa a III-a.

## Palmares
| An   | Competiție                   | Locație                 | Loc | Note  |
| ---- | ---------------------------- | ----------------------- | --- | ----- |
| 1962 | Campionatul European         | Belgrad, Iugoslavia     | 20  | 15,07 |
| 1964 | Jocurile Olimpice            | Tokio, Japonia          | 5   | 16,23 |
| 1966 | Jocurile Europene în sală    | Dortmund, Germania      | 1   | 16,43 |
| 1966 | Campionatul European         | Budapesta, Ungaria      | 7   | 16,22 |
| 1967 | Jocurile Europene în sală    | Praga, Cehoslovacia     | 7   | 15,96 |
| 1968 | Jocurile Europene în sală    | Madrid, Spania          | 4   | 16,42 |
| 1968 | Jocurile Olimpice            | Ciudad de México, Mexic | 13  | 15,62 |
| 1970 | Campionatul European în sală | Viena, Austria          | 3   | 16,47 |
| 1971 | Campionatul European în sală | Sofia, Bulgaria         | 10  | 15,74 |

## Recorduri personale
| Probă              | Performanță | Dată           | Locație |
| ------------------ | ----------- | -------------- | ------- |
| Triplusalt         | 16,59 m     | 4 iunie 1967   | Sofia   |
| Triplusalt în sală | 16,47 m     | 15 martie 1970 | Viena   |